# Тулішень
Тулішень (кит. трад. 圖理珅, піньїнь: Túlǐshēn, 1667-1741) — маньчжурський чиновник і дипломат імперії Цін.
Тулішень був маньчжуром "чисто-жовтого прапора" і належав до клану Аян Гьоро. У 1712, після того, як він пропрацював на деяких другорядних постах у цинському уряді, імператор, який правив під девізом «Кансі», призначив його в цинське посольство до Аюке-хану (роки правління 1672-1724) у нижнє Поволжя в Калмицьке ханство (дане посольство є за сумісництвом першим китайським посольством до Європи). Калмицька кочова дипломатична група на чолі з Агадаєм, дісталася в 1714. Метою посольства була спроба схилити калмиків до спільної війни проти Джунгарського ханства. Не виконавши поставлену дипломатичну місію, група вже в 1715 повернулася до Пекіна.
Подорож сибірськими землями Росії зайняла три роки, і Тулішень пізніше описав цю подорож у своєму путівнику «Екзотичний звіт» або «Оповідь про китайське посольство хану тургуських татар», опублікованому в 1723. Путівник справив велике враження на багатьох читачів у Європі і пізніше з'явилося у перекладі англійською, німецькою, російською та французькою мовами.
У 1720 він займався ізмайлівською місією до Пекіна.
У 1727 був главою цинської делегації під час укладання Кяхтинського миру з російським представником Саввою Лукичем Владиславовичем-Рагузінським. Однак після повернення до столиці його було звинувачено у неправомірній поведінці під час переговорів щодо угоди, а також у розголошенні військових таємниць на початку своєї кар'єри. Його судили і засудили до смерті в 1728, але імператор, який правив під девізом Юнчжен, зрештою вибачив його. Після сходження на престол наступного імператора отримав низку важливих постів в уряді, але пізніше був змушений піти у відставку через поганий стан здоров'я.